# Voděrady (ort i Tjeckien, Södra Mähren)
Voděrady är en ort i Tjeckien.   Den ligger i regionen Södra Mähren, i den östra delen av landet, 170 km öster om huvudstaden Prag. Voděrady ligger 372 meter över havet och antalet invånare är 492.
Terrängen runt Voděrady är varierad. Runt Voděrady är det ganska tätbefolkat, med 144 invånare per kvadratkilometer. Närmaste större samhälle är Blansko, 14,6 km söder om Voděrady. Omgivningarna runt Voděrady är en mosaik av jordbruksmark och naturlig växtlighet.